# Shorttrack-Europameisterschaften 2023
Die Shorttrack-Europameisterschaften 2023 waren die 26. Auflage der Shorttrack-Europameisterschaften und fanden vom 13. bis zum 15. Januar 2023 in der Hala Olivia in der polnischen Stadt Danzig statt. Ausrichter war die Internationale Eislaufunion (ISU).
Erfolgreichste Teilnehmerin war die Niederländerin Suzanne Schulting, die vier Gold- und eine Silbermedaille gewann. Bei den Männern war Jens van 't Wout, ebenfalls aus der Niederlande, am erfolgreichsten. Er konnte drei Gold- und zwei Silbermedaillen gewinnen.

## Teilnehmende Nationen
Insgesamt nahmen 116 Athleten aus 25 Ländern an den Europameisterschaften teil, darunter 67 Männer und 49 Frauen.
| Teilnehmende Nationen (Frauen/Männer)                                                          | Teilnehmende Nationen (Frauen/Männer)                                         | Teilnehmende Nationen (Frauen/Männer)                                           | Teilnehmende Nationen (Frauen/Männer)                                 | Teilnehmende Nationen (Frauen/Männer)                                    |
| ---------------------------------------------------------------------------------------------- | ----------------------------------------------------------------------------- | ------------------------------------------------------------------------------- | --------------------------------------------------------------------- | ------------------------------------------------------------------------ |
| Belgien (3/5) Bosnien und Herzegowina (0/1) Bulgarien (2/4) Deutschland (3/3) Frankreich (4/4) | Großbritannien (1/4) Irland (0/2) Italien (5/5) Kroatien (3/2) Lettland (1/2) | Litauen (1/1) Luxemburg (0/1) Niederlande (5/5) Norwegen (1/2) Österreich (0/4) | Polen (5/5) Schweden (1/0) Schweiz (1/1) Serbien (0/1) Slowakei (2/1) | Slowenien (0/1) Tschechien (1/1) Türkei (0/2) Ukraine (5/5) Ungarn (5/5) |

## Ablauf
Im Rahmen der Shorttrack-EM 2023 wurden Einzelrennen über 500 Meter, 1000 Meter und 1500 Meter (jeweils Frauen und Männer) sowie Staffeln über 3000 Meter (Frauen), 5000 Meter (Männer) und erstmals über 2000 Meter (Mixed) gelaufen.
Bei den Frauen entschied Suzanne Schulting die Wettkämpfe über 500 und 1500 Meter für sich. Das Rennen über 1000 Meter gewann Hanne Desmet aus Belgien. Im Staffel-Rennen konnte sich das niederländische Team durchsetzten, vor den Staffeln aus Ungarn und Italien.
In den Einzelrennen der Männerkonkurrenz gab es drei unterschiedliche Sieger. Den Wettbewerb über 500 Meter gewann Pietro Sighel aus Italien, über 1000 Meter erreichte der Belgier Stijn Desmet den ersten Platz. Im 1500-Meter-Rennen gewann Jens van 't Wout die Goldmedaille. Den Staffel-Wettbewerb gewann die niederländische Staffel vor den Teams aus Italien und Polen.
In der erstmals ausgetragenen Mixed-Staffel gewann die Niederlande den EM-Titel. Die Silbermedaille ging an die Staffel aus Belgien, vor dem italienischen Team.

## Ergebnisse

### Frauen
| Wettbewerb         | Gold                                                                                            | Gold         | Silber                                                                 | Silber       | Bronze                                                                                       | Bronze       |
| Wettbewerb         | Athletin                                                                                        | Leistung     | Athletin                                                               | Leistung     | Athletin                                                                                     | Leistung     |
| ------------------ | ----------------------------------------------------------------------------------------------- | ------------ | ---------------------------------------------------------------------- | ------------ | -------------------------------------------------------------------------------------------- | ------------ |
| 500 Meter          | Suzanne Schulting                                                                               | 0:43,825 min | Natalia Maliszewska                                                    | 0:43,938 min | Arianna Valcepina                                                                            | 0:44,011 min |
| 1000 Meter         | Hanne Desmet                                                                                    | 1:32,443 min | Suzanne Schulting                                                      | 1:32,514 min | Petra Jászapáti                                                                              | 1:32,640 min |
| 1500 Meter         | Suzanne Schulting                                                                               | 2:32,756 min | Hanne Desmet                                                           | 2:32,781 min | Anna Seidel                                                                                  | 2:32,884 min |
| 3000 Meter Staffel | NiederlandeSelma Poutsma Suzanne Schulting Yara van Kerkhof Xandra Velzeboer Michelle Velzeboer | 4:13,118 min | UngarnSára Bácskai Petra Jászapáti Zsófia Kónya Rebeka Sziliczei-Német | 4:13,355 min | ItalienElisa Confortola Gloria Ioriatti Arianna Sighel Arianna Valcepina Nicole Botter Gomez | 4:13,407 min |

### Männer
| Wettbewerb         | Gold                                                                     | Gold         | Silber                                                                                 | Silber       | Bronze                                                             | Bronze       |
| Wettbewerb         | Athlet                                                                   | Leistung     | Athlet                                                                                 | Leistung     | Athlet                                                             | Leistung     |
| ------------------ | ------------------------------------------------------------------------ | ------------ | -------------------------------------------------------------------------------------- | ------------ | ------------------------------------------------------------------ | ------------ |
| 500 Meter          | Pietro Sighel                                                            | 0:41,514 min | Jens van 't Wout                                                                       | 0:41,631 min | Reinis Bērziņš                                                     | 0:41,915 min |
| 1000 Meter         | Stijn Desmet                                                             | 1:27,652 min | Jens van 't Wout                                                                       | 1:27,785 min | Furkan Akar                                                        | 1:34,780 min |
| 1500 Meter         | Jens van 't Wout                                                         | 2:19,858 min | Stijn Desmet                                                                           | 2:19,876 min | Friso Emons                                                        | 2:19,977 min |
| 5000 Meter Staffel | NiederlandeItzhak de Laat Friso Emons Jens van 't Wout Melle van 't Wout | 7:19,783 min | ItalienMattia Antonioli Tommaso Dotti Thomas Nadalini Pietro Sighel Luca Spechenhauser | 7:24,210 min | PolenPaweł Adamski Łukasz Kuczyński Michał Niewiński Diané Sellier | 7:27,891 min |

### Mixed
| Wettbewerb         | Gold | Gold         | Silber                                                                                          | Silber       | Bronze | Bronze       |
| Wettbewerb         | Athleten | Leistung     | Athleten                                                                                        | Leistung     | Athleten                                                                                                  | Leistung     |
| ------------------ | --- | ------------ | ----------------------------------------------------------------------------------------------- | ------------ | --- | ------------ |
| 2000-Meter-Staffel | NiederlandeItzhak de Laat Suzanne Schulting Jens van 't Wout Xandra Velzeboer Selma Poutsma Melle van 't Wout | 2:43,870 min | BelgienTineke den Dulk Hanne Desmet Stijn Desmet Ward Pétré Alexandra Danneel Adriaan Dewagtere | 2:43,920 min | ItalienThomas Nadalini Arianna Sighel Pietro Sighel Arianna Valcepina Elisa Confortola Luca Spechenhauser | 2:44,117 min |

## Medaillenspiegel
| Platz  | Land        | Gold | Silber | Bronze | Gesamt |
| ------ | ----------- | ---- | ------ | ------ | ------ |
| 1      | Niederlande | 6    | 3      | 1      | 10     |
| 2      | Belgien     | 2    | 3      | –      | 5      |
| 3      | Italien     | 1    | 1      | 3      | 5      |
| 4      | Polen       | –    | 1      | 1      | 2      |
| 4      | Ungarn      | –    | 1      | 1      | 2      |
| 6      | Deutschland | –    | –      | 1      | 1      |
| 6      | Lettland    | –    | –      | 1      | 1      |
| 6      | Türkei      | –    | –      | 1      | 1      |
| Gesamt | Gesamt      | 9    | 9      | 9      | 27     |